# 弱势群体
弱势群体，又称弱势社群或弱勢族群，指的是社会上生活困難的弱者群体。例如低收入戶者、啃老族、獨居長者、失业工人、請願民众、露宿者、农民与农民工、殘障（身心障礙）者、等，以及是某些地區的婦女等。
相對於優勢群體而言，弱勢群體往往因競爭力不足、適應力不佳、缺乏某些生活能力或環境因素，而遭受不同程度的壓抑、剝削或不平等的對待，以致較無創造財富的能力，社会地位低，无权、无势、无人脉关系、无投票权，在社会被標籤化及歧视。
- 中華民國于2019年6月由中华民国內政部颁布的《108年度住宅補貼計畫》中，针对于經濟或社會弱勢身分鉴别如下：
  - 1.低收入戶或中低收入戶
  - 2.特殊境遇家庭
  - 3.育有未成年子女三人以上（限申請人）
  - 4.於安置教養機構或寄養家庭結束安置無法返家，未滿二十五歲（限申請人）
  - 5.六十五歲以上（限申請人）
  - 6.身心障礙者
  - 7.感染人類免疫缺乏病毒者或罹患後天免疫缺乏症候群者
  - 8.原住民
  - 9.災民
  - 10.遊民
- 除上述10類對象外，2018年5月1日《整合住宅補貼資源實施方案（核定本）》，已認列其他經中央主管機關認定者計12類，並有「不能自理生活，社工要求自立自足」、「青壯年人口弱勢長者」。